# Telipogon butchii
Telipogon butchii är en orkidéart som beskrevs av Norris Hagan Williams och Robert Louis Dressler. Telipogon butchii ingår i släktet Telipogon och familjen orkidéer.
Artens utbredningsområde är Panamá. Inga underarter finns listade i Catalogue of Life.